# Raphaëline Goupilleau
Pour les articles homonymes, voir Goupilleau.
Raphaëline Goupilleau est une actrice française, née le 15 août 1956.

## Filmographie

### Cinéma
- 1986 : Manège de Jacques Nolot (court métrage)
- 1988 : Le Café des Jules de Paul Vecchiali : Martine
- 1988 : L'Homme qui voulait savoir de George Sluizer : Gisèle Marzin
- 1989 : La Révolution française, première partie : Les Années lumière de Robert Enrico : Mme Drouet
- 1989 : I Want to Go Home d'Alain Resnais : l'étudiante
- 1991 : J'embrasse pas d'André Téchiné : Mireille
- 1992 : Chasse gardée de Jean-Claude Biette : femme au théâtre
- 1998 : Coup de lune d'Emmanuel Hamon
- 1998 : La voie est libre de Stéphane Clavier : Diane
- 1998 : La Femme du cosmonaute de Jacques Monnet : la mère de Pierre
- 1998 : L'Arrière pays de Jacques Nolot : Annie
- 1998 : Hors jeu de Karim Dridi : la directrice de casting
- 1999 : Monsieur Naphtali d'Olivier Schatzky : l'infirmière
- 2001 : L'Origine du monde de Jérôme Enrico : la bibliothécaire
- 2002 : La Chatte à deux têtes de Jacques Nolot : SDF
- 2003 : Félicitations de Matthieu Rozé : Françoise
- 2007 : Les Témoins d'André Téchiné : la mère de Julie et Manu
- 2007 : Avant que j'oublie de Jacques Nolot : la voisine de Toutoune
- 2007 : Ma vie n'est pas une comédie romantique de Marc Gibaja : Rosie
- 2008 : Musée haut, musée bas de Jean-Michel Ribes : Christine, visiteuse du happening Family Art
- 2009 : Le Dernier pour la route de Philippe Godeau : Hélène
- 2012 : L'Oncle Charles d'Étienne Chatiliez : Léonie
- 2012 : Bienvenue parmi nous de Jean Becker : la femme de l'agence
- 2014 : Brèves de comptoir de Jean-Michel Ribes : Employée de Monofixe
- 2020 : Chacun chez soi de Michèle Laroque : Cliente agence de voyages

### Télévision
- 1989 : En cas de bonheur de Dominique Giuliani, Paul Vecchiali Hermine
- 1990 :  Scoop (Intrigues) d'Emmanuel Fonlladosa
- 1990 : Stirn et Stern de Peter Kassovitz Myriam
- 1993 : Julie Lescaut de Caroline Huppert : Monique Jorron (saison 2, épisode 2 : Harcèlements)
- 1993 : Maigret d'Andrzej Kostenko : Femme de ménage (saison 1, épisode 8 : Maigret se défend)
- 1996 : L'Allée du Roi de Nina Companeez : Bonne d'Heudicourt
- 1996 : Brèves de comptoir de Jean-Michel Ribes
- 1999 : Dossier : disparus de Paolo Barzman : Madame Barrez (saison 1, épisode 8 : Elodie)
- 2001 : Docteur Claire Bellac de Didier Albert : Michelle (saison 1, épisode 1 : Côté cœur)
- 2001 : Jalousie de Marco Pauly : Clara
- 2002 : Patron sur mesure de Stéphane Clavier : Hélène
- 2002 : La Chanson du maçon de Nina Companeez : Béa
- 2003 : PJ : Madame Gaudin (épisode "Faux-semblants")
- 2003 : Valentine d'Eric Summer : Nadège
- 2004 : Procès de famille d'Alain Tasma : Mme Wagner
- 2004 : Maigret de Jérôme Boivin : Mme Loubet (saison 1, épisode 53 : Maigret et les 7 petites croix)
- 2005 : Joséphine, ange gardien de David Delrieux : Maître Leroi (saison 9, épisode 1 : Robe noire pour un ange)
- 2005 : Frappes interdites de Bernard Malaterre : Martine Lefort
- 2005 : 1905 d'Henri Helman : Madame Langlois
- 2005 : Valentine et Cie de Patrice Martineau : Nadège
- 2006 : Famille d'accueil : Amandine Ziegler (saison 5, épisode 4 : Hugo)
- 2008 : Louis la Brocante de Bruno Gantillon (épisode Louis n'en dort plus)
- 2008 : Une femme d'honneur de Jean-Marc Seban : Cécile Balin (saison 11, épisode 2 : L'Ange noir)
- 2008 : Le Gendre idéal : La cliente de la boutique bio
- 2011 : La Pire Semaine de ma vie de Frédéric Auburtin : Nicole
- 2017 : Les Petits Meurtres d'Agatha Christie : Louise Charpentier (Saison 2, épisode 19 : Crimes Haute Couture)
- 2018 : Scènes de ménages : Brigitte
- 2019 : Un homme parfait de Didier Bivel : Mariette

## Théâtre
- Station Cluny de Jean-Jacques Tarbes, mise en scène Pierre-Olivier Scotto
- Il était trois fois de C. Carrée, M. Costes, R. Goupilleau, mise en scène C. de Tillière
- Transat de C. Desormières et Y. Simon, mise en scène P.-J. Guiot et J.-F. Philippe
- Les Précieuses ridicules de Molière, mise en scène P.-J. Guiot
- La Fausse Suivante de Marivaux, mise en scène M. Charlet
- Énorme changement de dernière minute, d’après les nouvelles de G. Paley, mise en scène L. Hamon
- Au bois lacté de Dylan Thomas, mise en scène P.-J. Guiot, Festival de Pézenas
- Le Béret de la tortue de Jean Dell et Gérald Sibleyras, mise en scène François Rollin
- Théâtre sans animaux de et mise en scène Jean-Michel Ribes
- 1990 : Zone libre de Jean-Claude Grumberg, mise en scène Maurice Bénichou, Théâtre national de la Colline
- 1992 : Clotilde et moi d’après les Contes cruels d’Octave Mirbeau, mise en scène Marion Bierry, Théâtre de Poche Montparnasse
- 1993 : La Fortune du pot de Jean-François Josselin, mise en scène Étienne Bierry, Théâtre de Poche Montparnasse
- 1994 :  Brèves de comptoir de Jean-Marie Gourio, mise en scène Jean-Michel Ribes, Théâtre Tristan Bernard
- 1995 : La Seconde Surprise de l'amour de Marivaux, mise en scène Marion Bierry, Théâtre de Poche Montparnasse, Petit Montparnasse
- 1997 : Après la pluie de Sergi Belbel, mise en scène Marion Bierry, Théâtre de Poche Montparnasse
- 1997 : L'Écornifleur de Jules Renard, mise en scène Marion Bierry, Théâtre de Poche Montparnasse
- 2003 : Les Sincères - L'Épreuve de Marivaux, mise en scène Béatrice Agenin, Théâtre 14 Jean-Marie Serreau
- 2004 : L'Inscription de Jean Dell et Gérald Sibleyras, mise en scène Jacques Échantillon, Petit Montparnasse
- 2007 : L'Illusion comique de Corneille, mise en scène Marion Bierry, Théâtre de Poche Montparnasse, Théâtre Hébertot
- 2008 : Une souris verte de Douglas Carter Beane, adaptation Jean-Marie Besset, mise en scène Jean-Luc Revol, Théâtre Tristan Bernard
- 2009 : Très Chère Mathilde d'Israël Horovitz, mise en scène Ladislas Chollat, Théâtre Marigny
- 2009 : Qui est M. Schmitt ? de Sébastien Thiéry, mise en scène José Paul et Stéphane Cottin, Théâtre de la Madeleine
- 2012 : Le Paratonnerre de Jean-Loup Horwitz, mise en scène Jean-Loup Horwitz, Théâtre Montreux-Riviera
- 2012 : Le début de la fin de Sébastien Thierry, mise en scène Richard Berry, tournée
- 2013 : Kalashnikov de Stéphane Guérin, mise en scène Pierre Notte, Théâtre du Rond-Point
- 2013 : Tom à la ferme de Michel Marc Bouchard, mise en scène Ladislas Chollat, Théâtre du Chêne Noir (Festival d'Avignon)
- 2013 : Même pas vrai de Sébastien Blanc et Nicolas Poiret, mise en scène Jean-Luc Revol, tournée, Théâtre Saint-Georges
- 2016 : La Médiation de Chloé Lambert, mise en scène Julien Boisselier, Théâtre de poche Montparnasse
- 2017 : Pleins Feux de Mary Orr, mise en scène Ladislas Chollat, théâtre Hébertot
- 2018 : Deux mensonges et une vérité de Sébastien Blanc et Nicolas Poiret, mise en scène Jean-Luc Moreau, Théâtre Rive Gauche
- Kamikazes de Stéphane Guérin, mise en scène Anne Bouvier, théâtre Buffon (festival off d'Avignon)
- 2019 : Comment ça va ? de Stéphane Guérin, mise en scène Raphaëlle Cambray, théâtre La Luna (festival off d'Avignon)
- 2021 : Juste une embellie de David Hare, mise en scène Christophe Lidon, théâtre des Gémeaux[2] (festival off d'Avignon), théâtre du Lucernaire
- La grande musique de Stéphane Guérin, mise en scène Salomé Villiers, théâtre Buffon[3] (festival off d'Avignon)

## Radio
- L'Œil du Larynx  de François Rollin, chronique quotidienne (en semaine) de France Culture : Simone
- Pain de Campagne  de François Rollin, chronique quotidienne (en semaine) de France Culture : Simone

## Distinctions
- 2008 : Molière de la révélation théâtrale pour Une souris verte
- 2016 : Nomination au Molière de la comédienne dans un second rôle pour La Médiation